# Purshia
Purshia ist eine Pflanzengattung innerhalb der Familie der Rosengewächse (Rosaceae). Die fünf bis acht Arten kommen nur im westlichen Nordamerika vor. Der Gattungsname ehrt Frederick Traugott Pursh (1774–1820), einen deutschamerikanischen Gärtner und Botaniker.

## Beschreibung

### Vegetative Merkmale
Die Purshia-Arten sind halbimmergrüne oder immergrüne Sträucher, die Wuchshöhen von 0,3 bis 8 Metern erreichen. Die sitzenden bis kurz gestielten Laubblätter sind relativ klein, 1 bis 3 Zentimeter lang und drei- bis siebenlappig mit revoluten Rändern. Es sind Nebenblätter vorhanden.

### Generative Merkmale
Die Blüten erscheinen einzeln und endständig an Kurztrieben. Die zwittrigen, sitzenden bis kurz gestielten Blüten sind bei Durchmessern von 1 bis 2 Zentimetern radiärsymmetrisch und fünfzählig mit doppelter Blütenhülle. Es ist ein außen behaarter Blütenbecher vorhanden. Die Kelchblätter sind außen behaart. Die fünf Kronblätter sind weiß bis blassgelb und verkehrt-ei- bis spatelförmig. Die vielen (20–120), relativ kurzen Staubblätter sind gelb. Es ist einer bis viele mittelständige, meist kurz gestielte Stempel vorhanden, die Narben sind kopfig oder länglich. Es ist ein Diskus ausgebildet. 
Es werden eine bis mehrere, in einer Sammelfrucht stehende, trockene, schlanke, ledrige und geschnäbelte Achänen von bis zu 8 Zentimetern Länge im Blütenbecher mit Kelchblättern und oft Staubblattresten gebildet.

Verbreitungsgebiet der Gattung Purshia

## Ökologie
Die Wurzeln haben Knöllchen von stickstofffixierenden Bakterien der Gattung Frankia.

## Verbreitung
Alle Purshia-Arten sind im westlichen Nordamerika beheimatet, wo vom südöstlichen British Columbia in Kanada über die westlichen Vereinigten Staaten bis ins nördliche Mexiko vorkommen. Sie gedeihen in trockenen Klimaten.

## Systematik
Die Klassifikation der Gattung innerhalb der Rosengewächse war im letzten Jahrhundert unklar. Die Gattung gehörte ursprünglich zur Unterfamilie Rosoideae, wurde jedoch in die Unterfamilie Dryadoideae eingruppiert.
Die Typus-Art ist Purshia tridentata.
Die immergrünen Arten wurden früher in der Gattung Cowania zusammengefasst; diese ist durch einige Botaniker weiterhin akzeptiert.

### Arten
- Purshia ericifolia (Torr. ex A.Gray) Henrickson: Texas.
- Purshia glandulosa Curran: Nevada, Utah, Arizona.
- Purshia mexicana (D.Don) S.L.Welsh (Syn.: Cowania mexicana D.Don): Mexiko, Arizona.
- Purshia pinkavae Schaack: Arizona.
- Purshia plicata (D.Don) S.L.Welsh (Syn.: Cowania plicata D.Don): Mexiko nur Nuevo León.
- Purshia stansburyana (Torr.) Henrickson (Syn.: Purshia mexicana var. stansburiana (Torr.) S.L.Welsh, Cowania stansburiana Torr.): Von Idaho südwärts bis Kalifornien, Arizona und New Mexico.
- Purshia subintegra (Kearney) Henrickson (möglicherweise ein Hybrid zwischen Purshia pinkavae und Purshia stansburyana): Arizona.
- Purshia tridentata (Pursh) DC.: British Columbia südwärts bis Kalifornien und New Mexico.

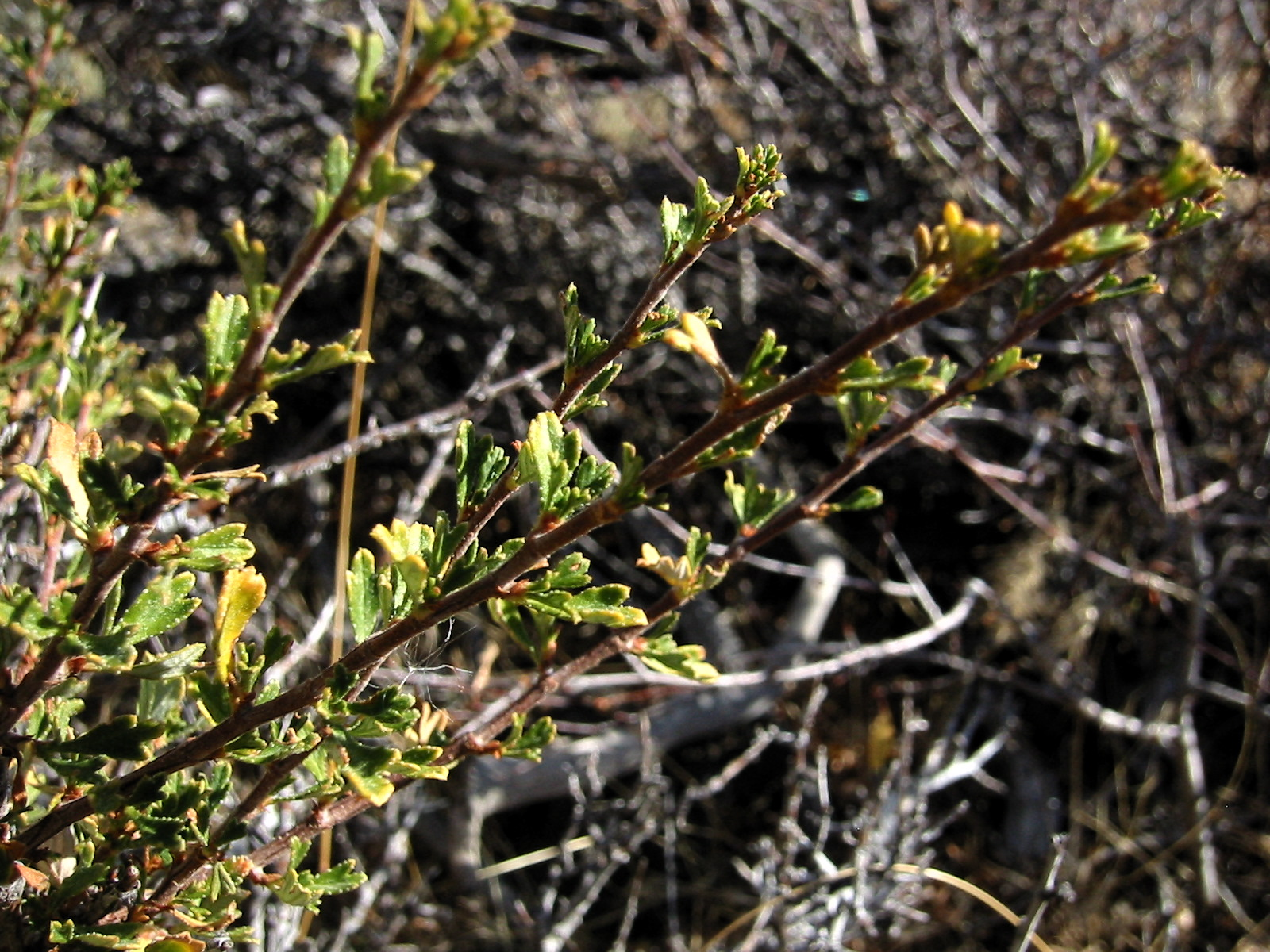
Purshia tridentata, Lava Beds National Monument
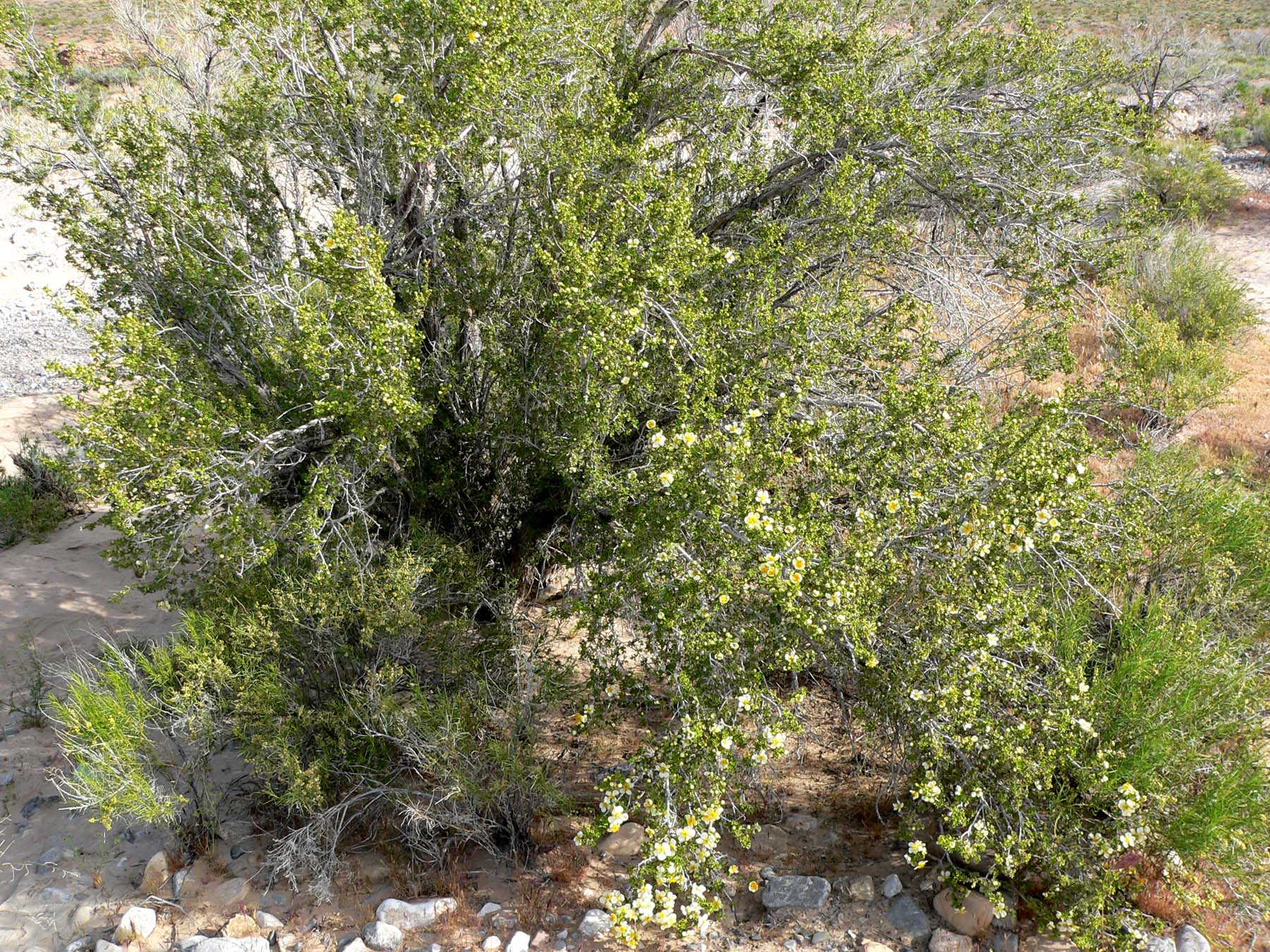
Purshia stansburyana, Red Rock Canyon National Conservation Area, Nevada
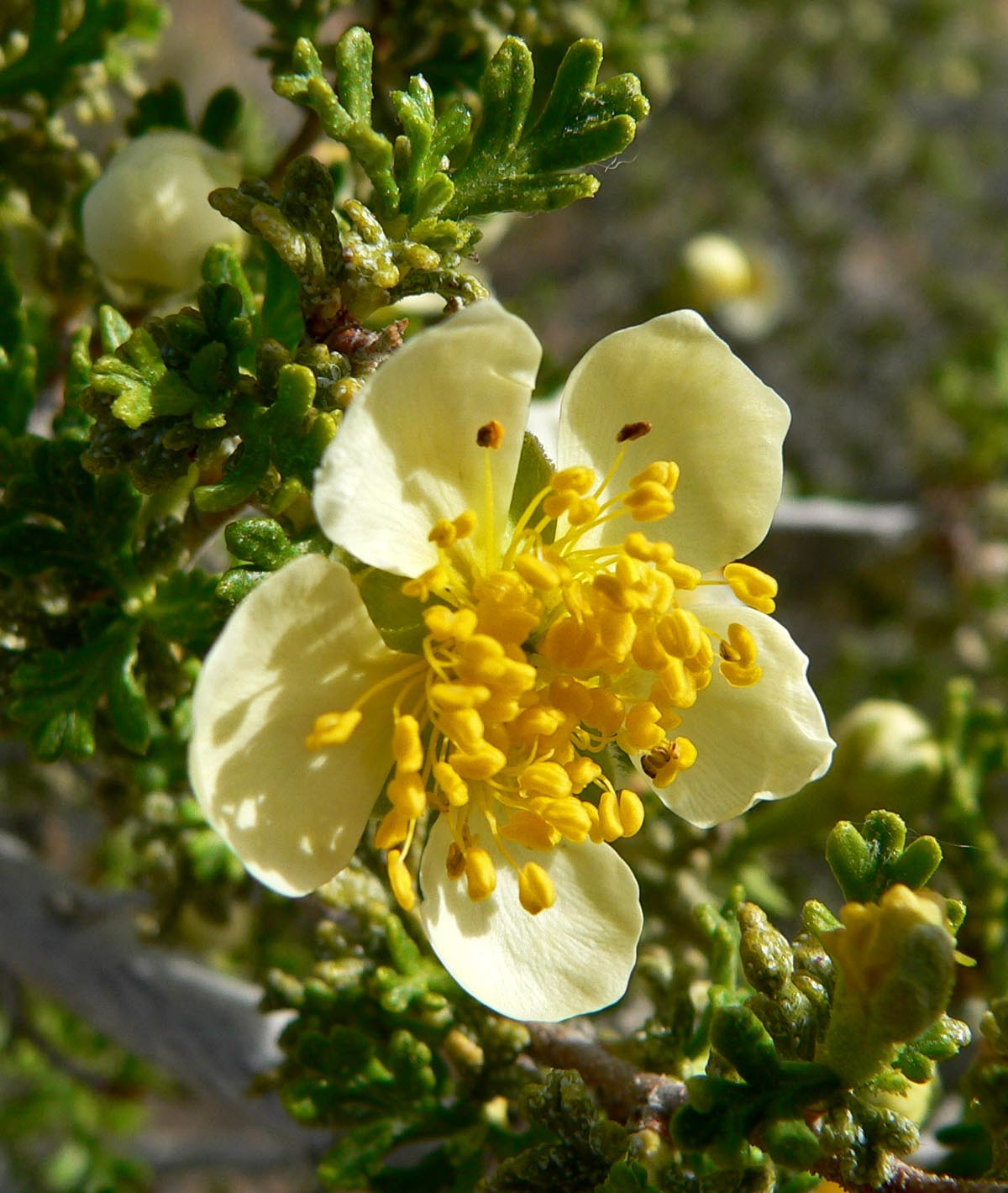
Purshia stansburyana, Red Rock Canyon, Nevada